# بزقلعه (ازبکستان)
بزقلعه (به ازبکی: Bozkala) یک منطقهٔ مسکونی در ازبکستان است که در ولایت خوارزم واقع شده‌است.